# Giovanni Lanfranco

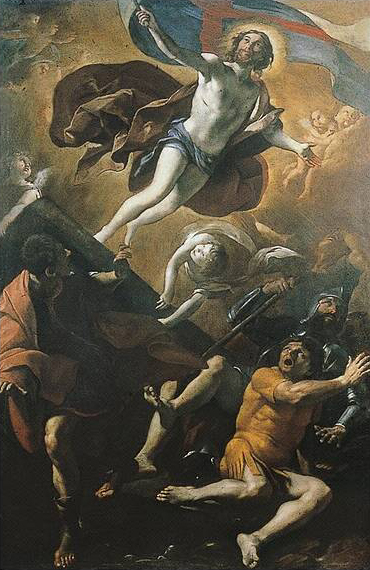
La Resurrección de Cristo, 1622.

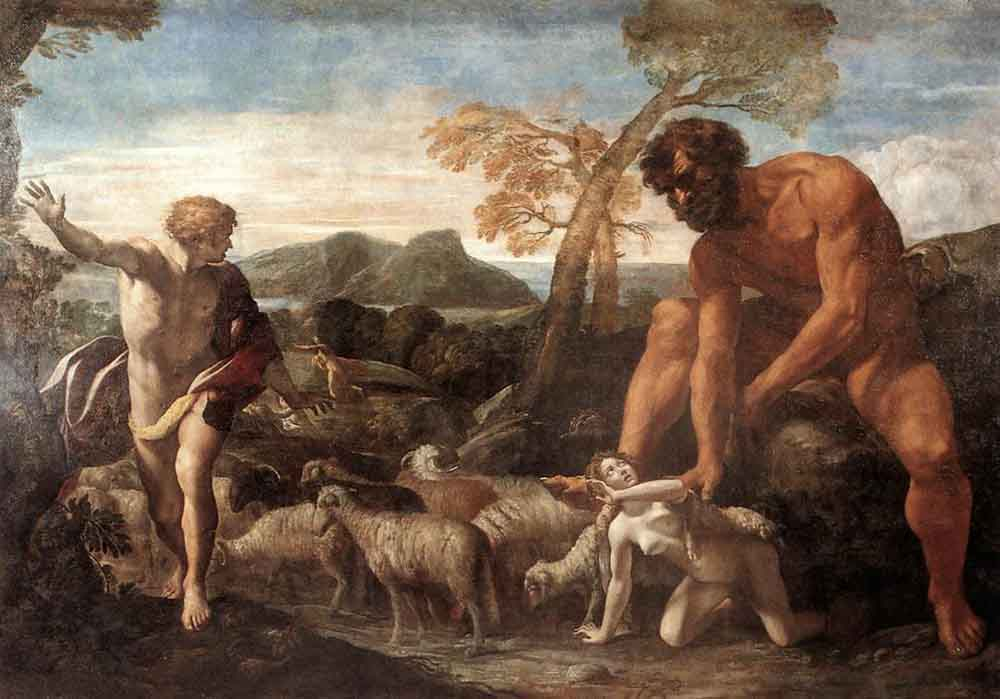
Norandino y Lucina descubiertos por el ogro (Galería Borghese de Roma).

Giovanni di Stefano Lanfranco (Parma, 26 de enero de 1582 - Roma, 30 de noviembre de 1647) fue un pintor italiano del periodo de transición del clasicismo romano-boloñés al Barroco pleno.
Lanfranco nació en Parma, donde empezó como aprendiz del  boloñés Agostino Carracci. Destacó en la decoración de cúpulas que parecían abrirse hacia el cielo. Durante las primeras décadas del siglo XVII rivalizó en Roma con Domenichino por los encargos de pinturas al fresco. Da idea de esa rivalidad la acusación que públicamente lanzó (no sin cierta razón) contra Domenichino, de plagio en su pintura La última comunión de san Jerónimo, hoy en la Pinacoteca Vaticana. 
Lanfranco recibió la influencia del valenciano José de Ribera, establecido desde joven en Nápoles. Hacia 1635 aportó varias pinturas a un extenso ciclo sobre gladiadores romanos y demás escenas de la Antigüedad, para el Palacio del Buen Retiro en Madrid. El Museo del Prado tiene varios ejemplos de ello.
Su estilo puede considerarse resultado de un compromiso entre clasicismo y caravaggismo, aunque pese más la influencia boloñesa, quizá como consecuencia de que muchos de las obras que se le encargaron tenían como asunto la alegoría o la mitología clásica. En cualquier caso, fue un excelente colorista, y sus composiciones destacan por su solidez, sin abandonar la energía y el movimiento típicos del Barroco decorativo. 

## Obra

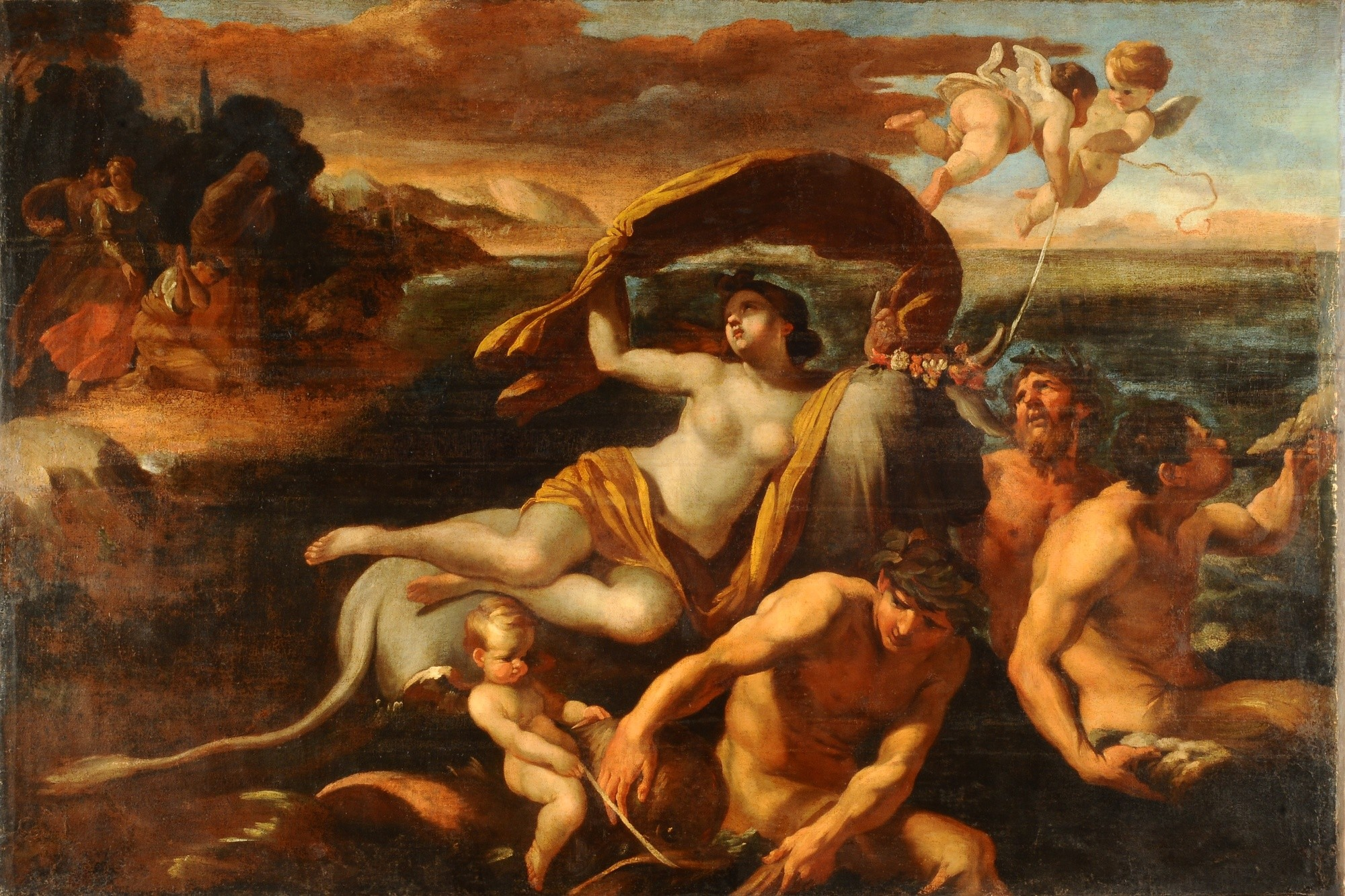
El rapto de Europa.

Algunas de sus obras más sobresalientes son:
- 1614: San Pedro cura a Santa Águeda (Galería Nacional de Parma)
- 1614: Despedida de Rinaldo y Armida (colección particular)
- 1616: Jesús atendido por los ángeles (Museo di Capodimonte, Nápoles)
- 1616: Asunción de la Magdalena (Museo di Capodimonte)
- 1620-1630: Anunciación (Museo del Hermitage, San Petersburgo)
- 1622: Resurrección de Cristo
- 1622: Santa Úrsula y las Once Mil Vírgenes (Galleria Nazionale d'Arte Antica, Roma)
- 1622-1623: Virgen con el Niño y los santos Antonio Abad y Santiago el Mayor (Kunsthistorisches Museum, Viena)
- 1622-1623: Éxtasis de Santa Margarita de Cortona (Palazzo Pitti, Florencia)
- 1624: San Andrés Avellino (San Andrés della Valle, Roma)
- Agar en el desierto, (Museo del Louvre)
- 1630-1634: Venus tocando el arpa o Alegoría de la Música (Galleria Nazionale d'Arte Antica, Roma)
- 1635: Auspicios de un emperador romano (Museo del Prado)
- 1635: Naumaquia romana (Museo del Prado)
- 1636: Exequias de un emperador romano (Museo del Prado)
- 1638: Alocución de un emperador romano (Museo del Prado)
- 1638: Gladiadores en un banquete (Museo del Prado)
- El milagro de los panes y los peces
- Norandino y Lucina descubiertos por el ogro (Galería Borghese de Roma)

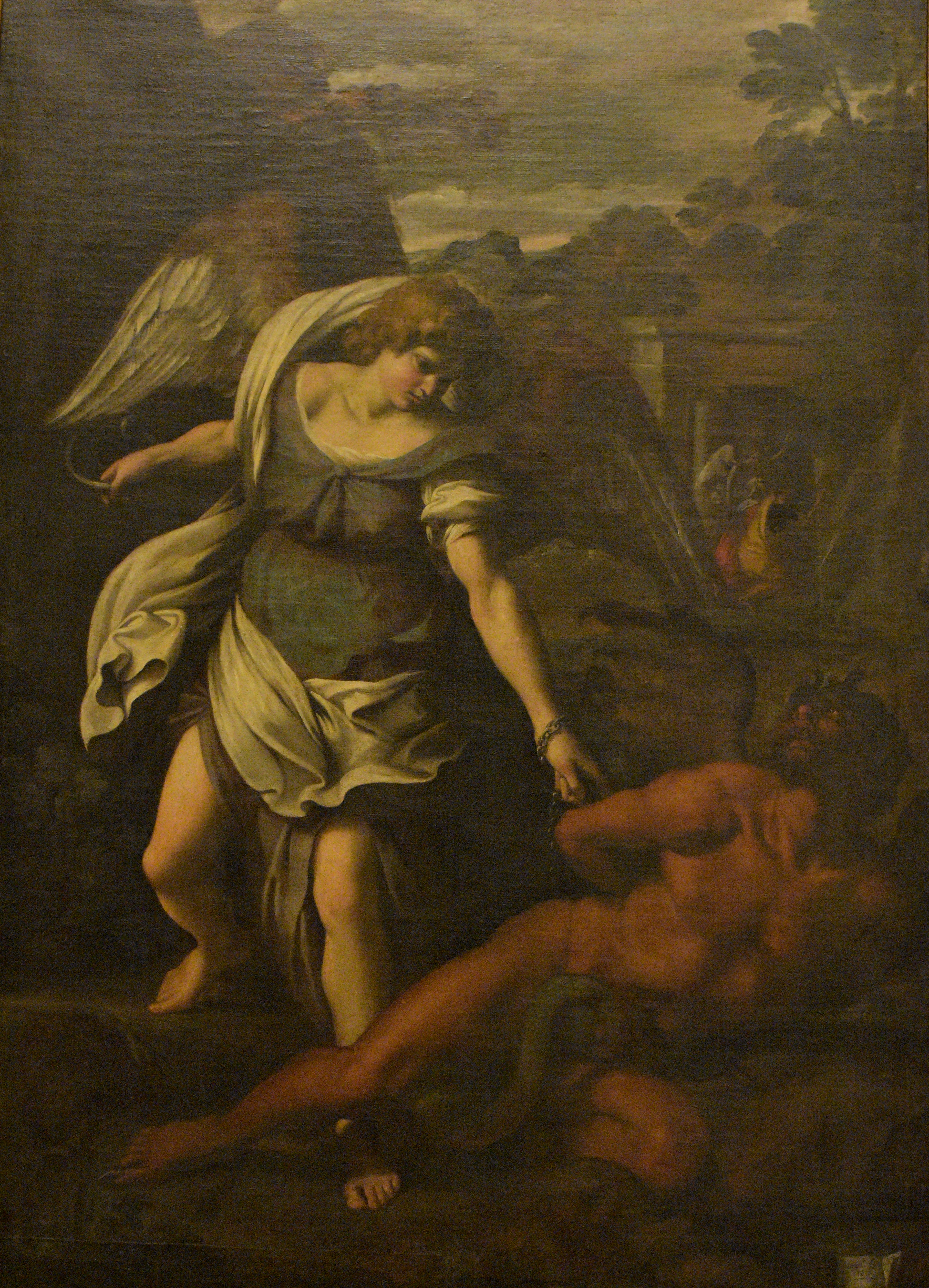
Arcangelo Raffaele trionfa sul demonio, 1611 (para la iglesia dei Santi Navarro e Celso de Piacenza, hoy en el Museo di Capodimonte, Nápoles)
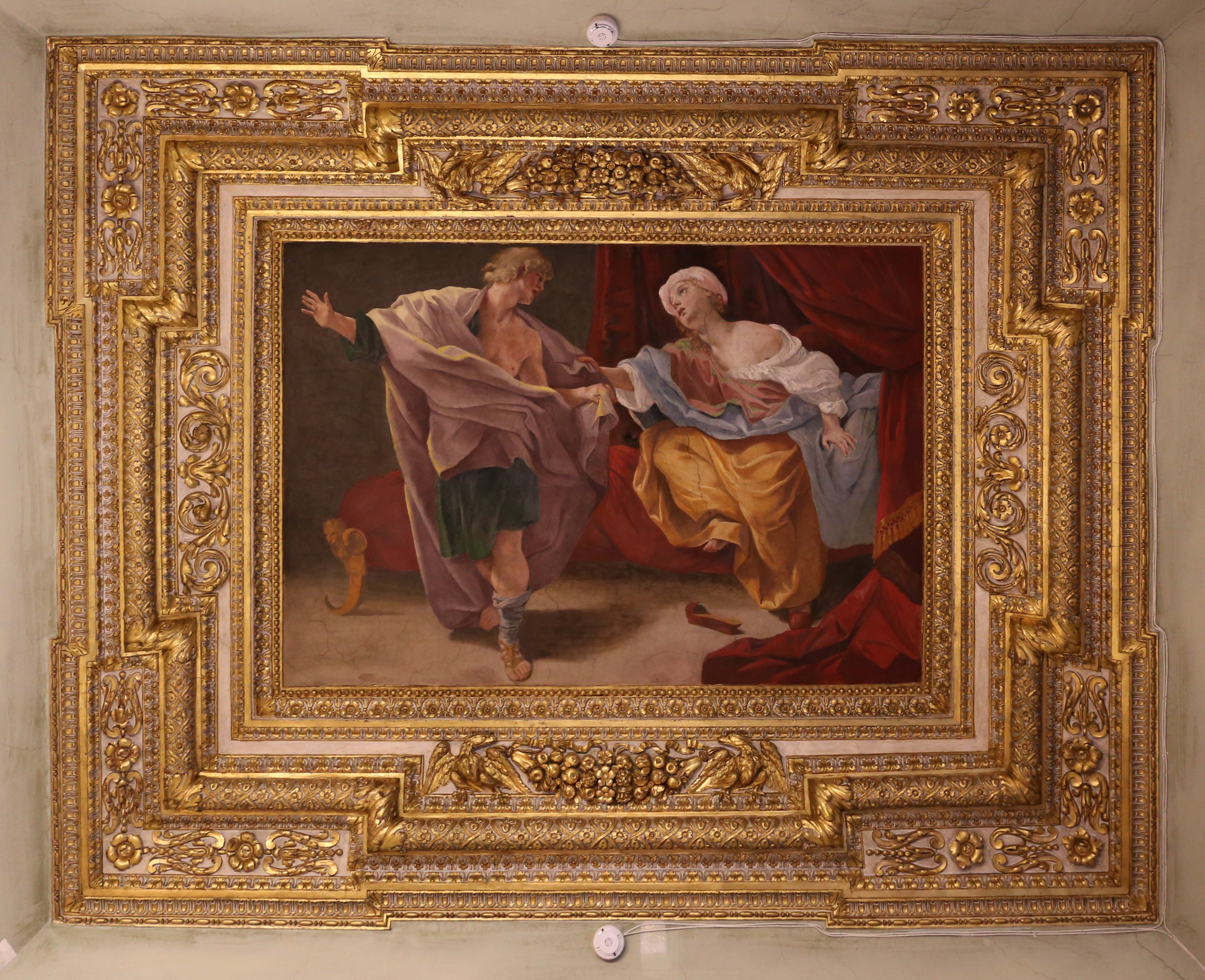
Giuseppe e la moglie di Putifarre, 1615 (palazzo Mattei, Roma)
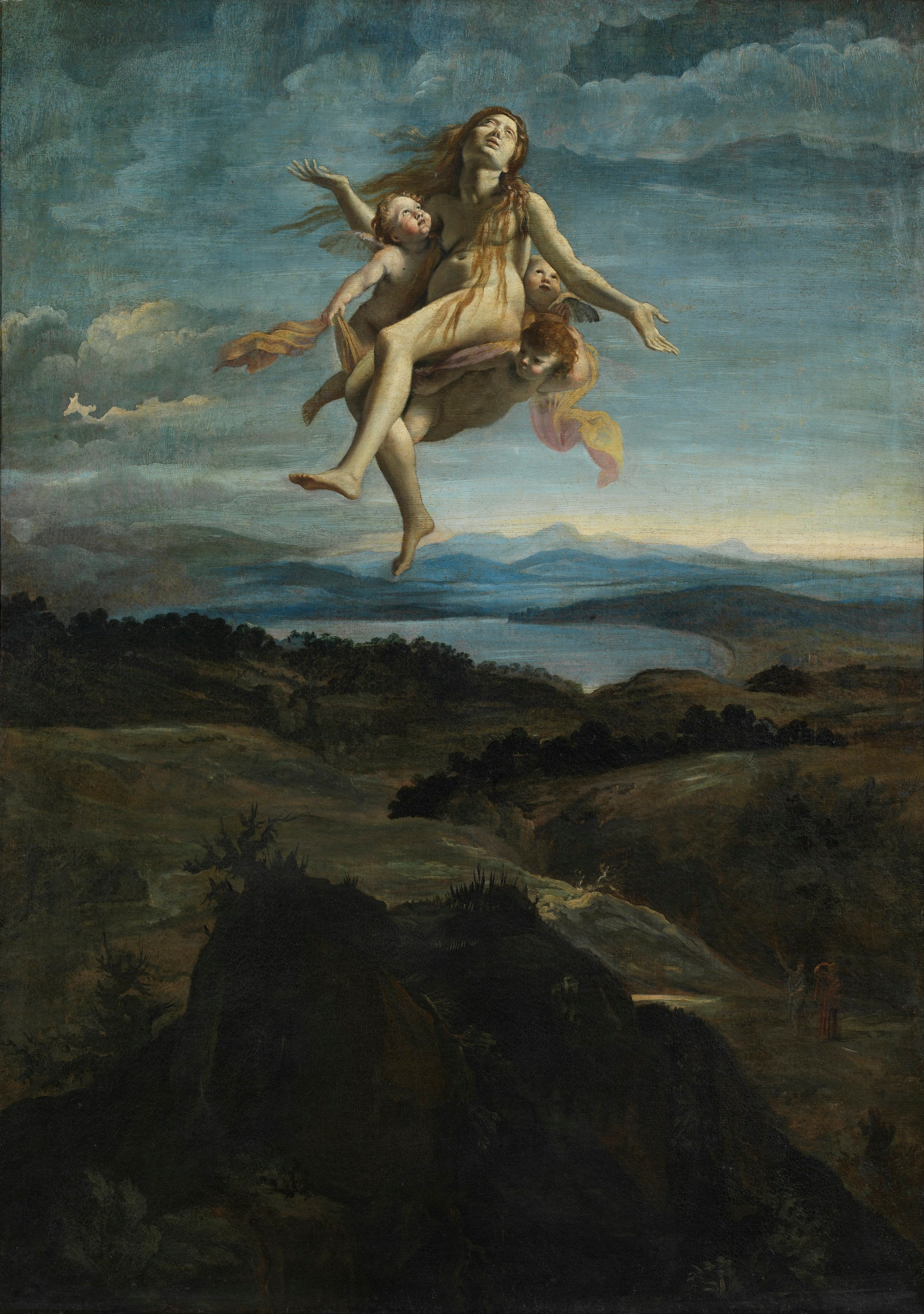
Assunzione della Maddalena, 1615-1618 (para el camerino de los Eremiti de Roma, hoy en el Museo di Capodimonte, Nápoles)
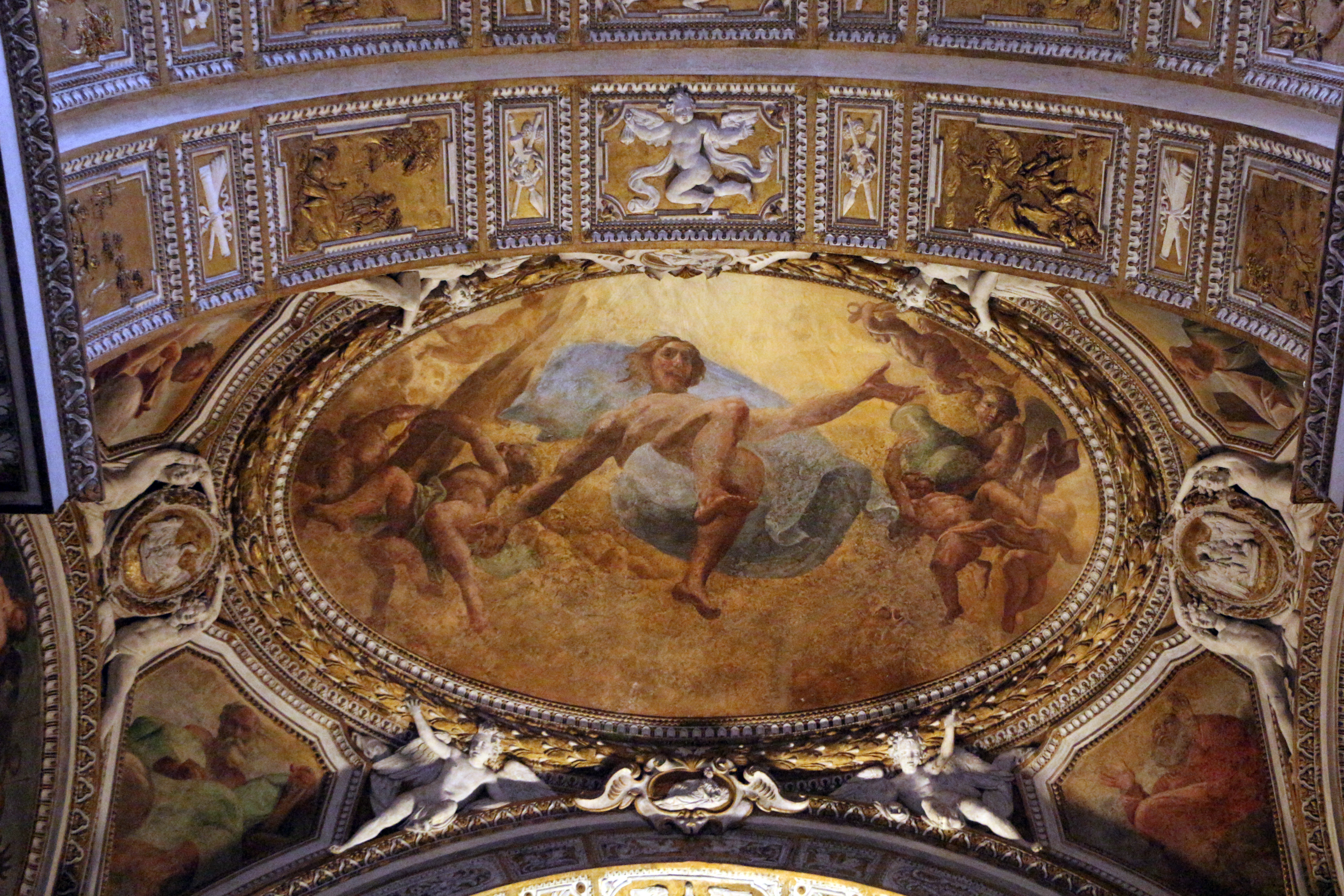
Trasfigurazione di Cristo con quattro evangelisti, 1622-1624 (capilla Sacchetti en San Giovanni dei Fiorentini, Roma)
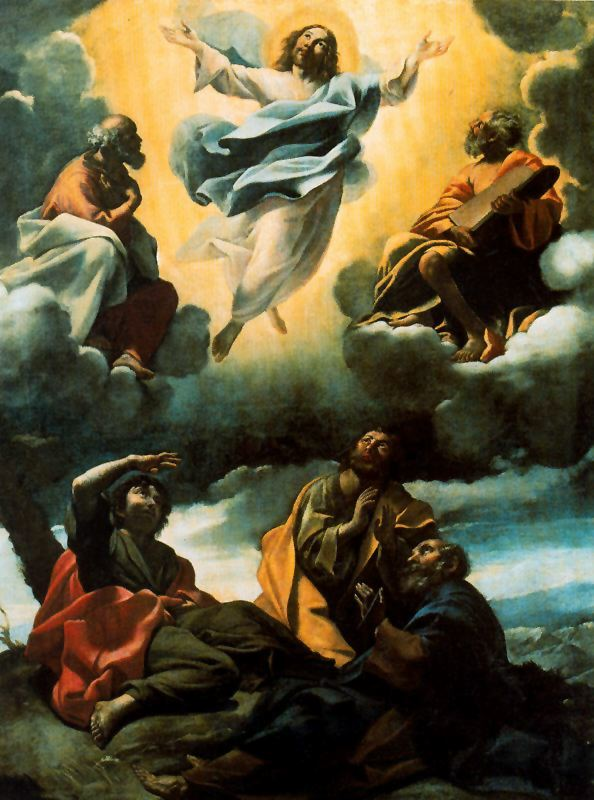
Trasfigurazione di Cristo, ante 1627 (Galleria Nazionale d'Arte Antica de palazzo Barberini, Roma)
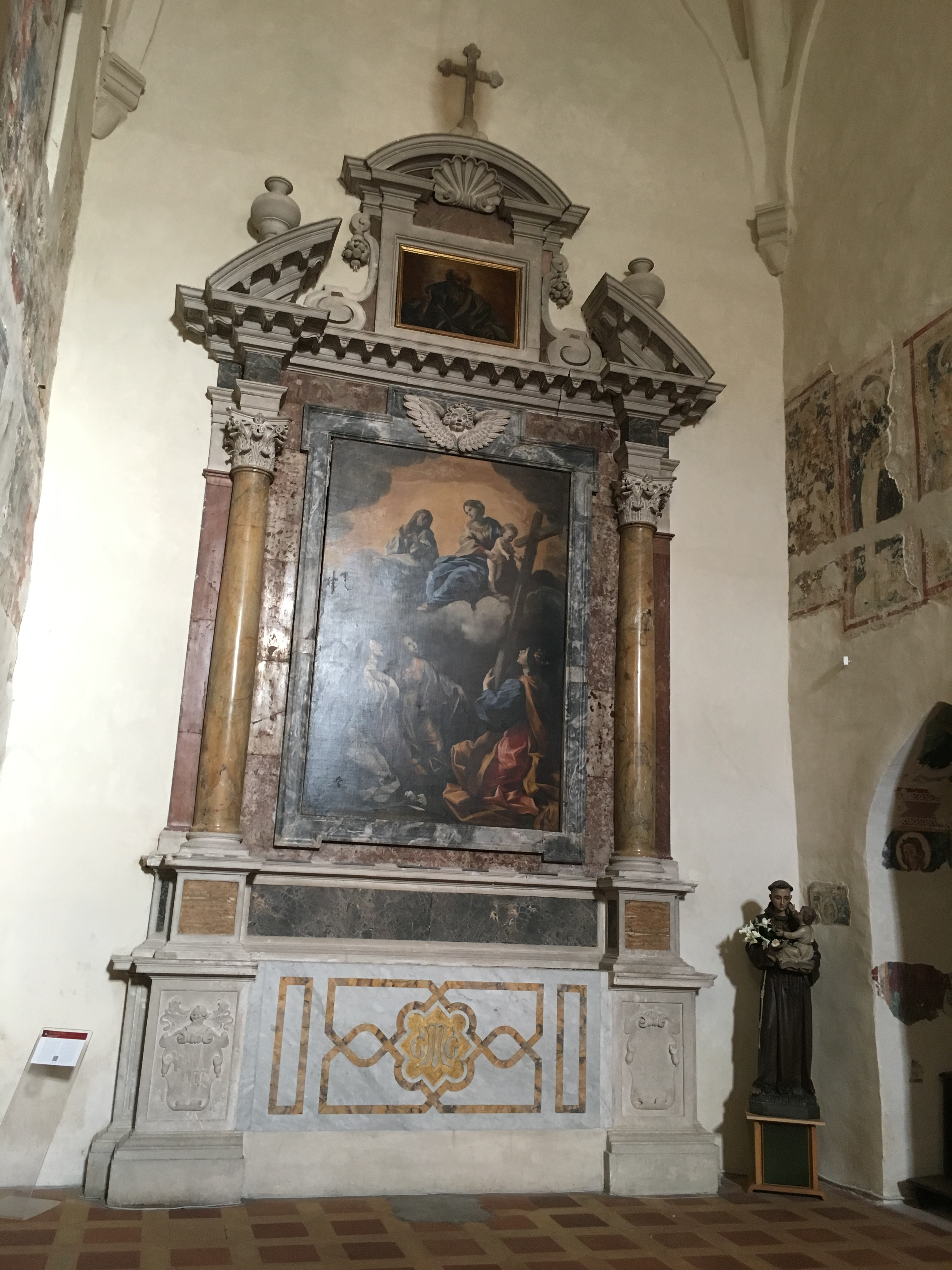
Madonna col Bambino e santi, ca. 1630 (iglesia de San Domenico, Spoleto)
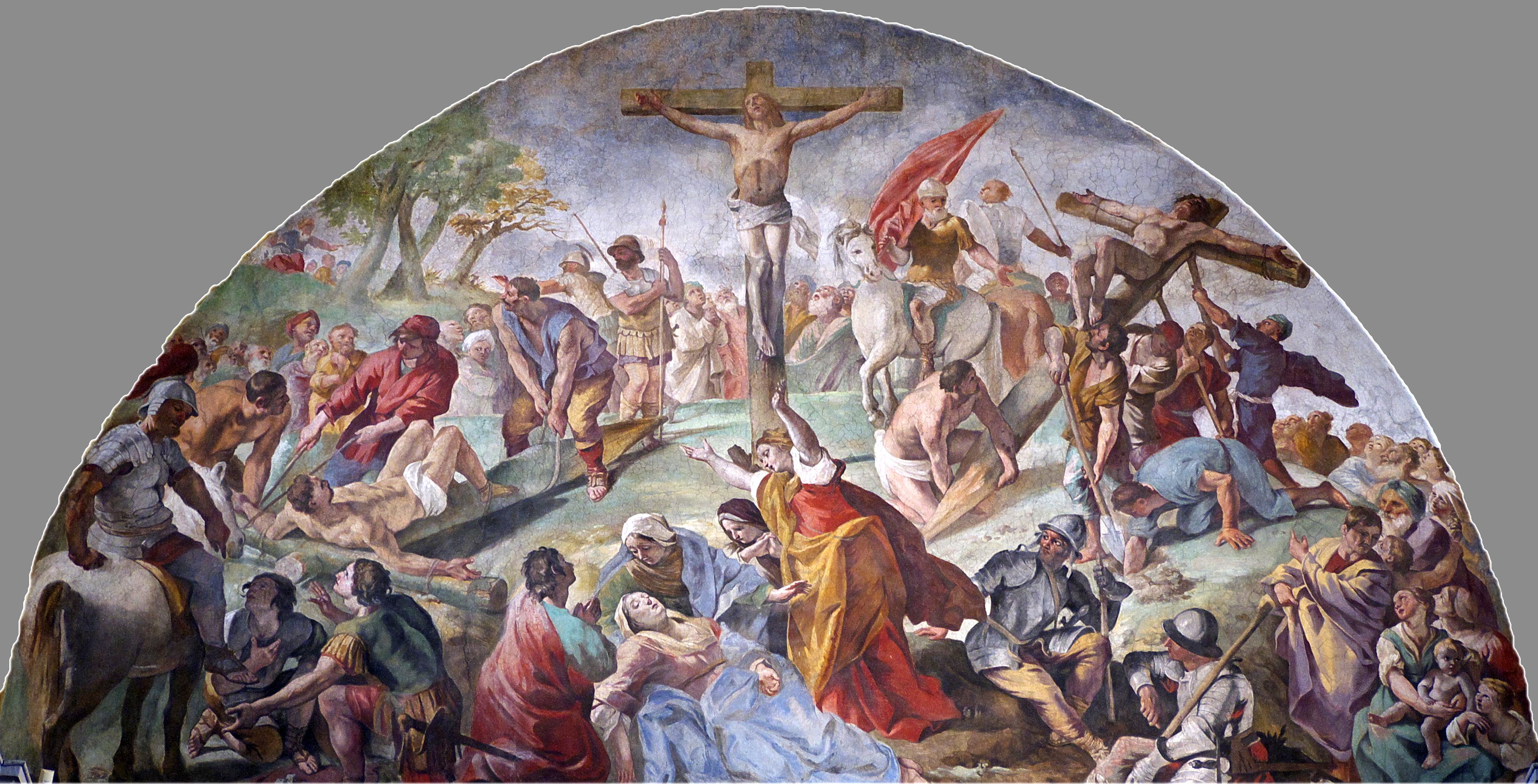
Crocifissione, 1637-1638 (luneta absidial de la iglesia de San Martino, Nápoles)
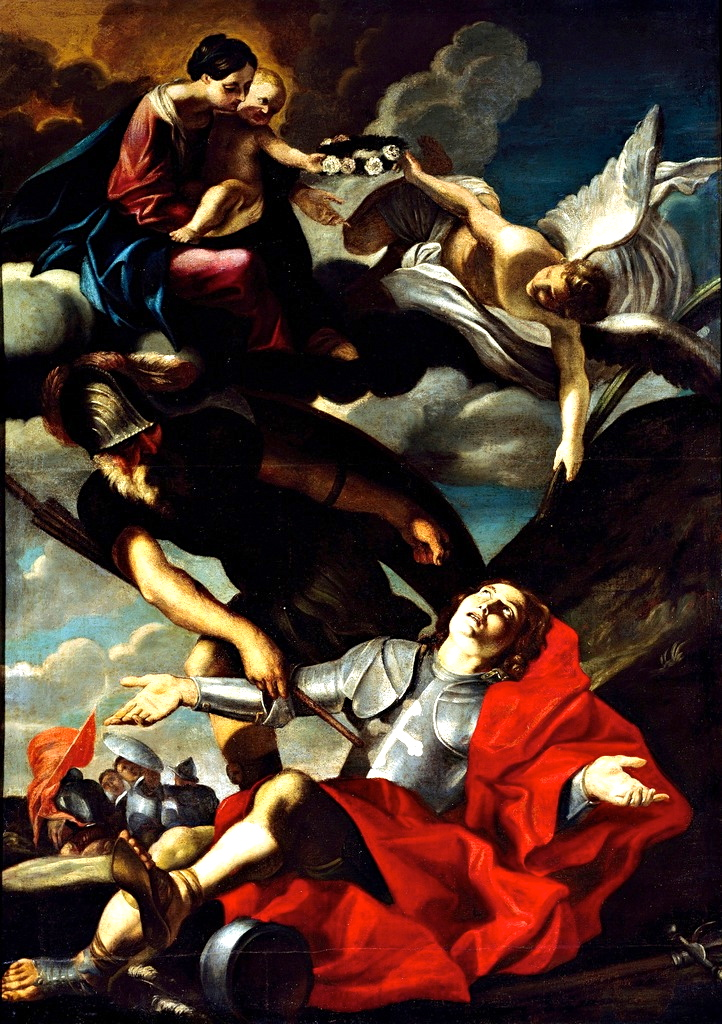
Martirio di sant'Ottavio, 1620-1622 (Galería Nacional de Parma)

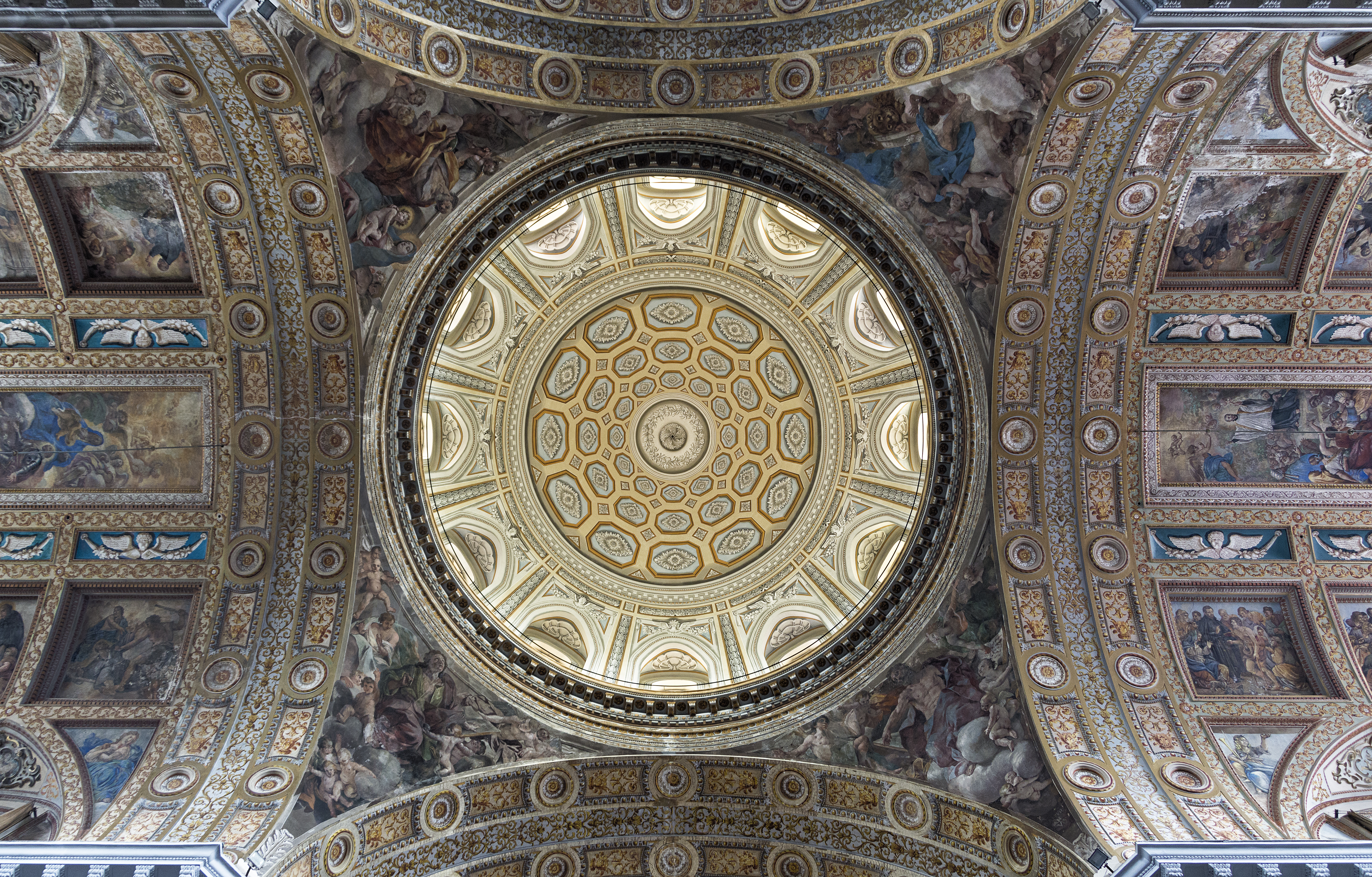
Evangelisti, 1634-1636 (peducci de la cúpula del Gesù Nuovo, Nápoles)
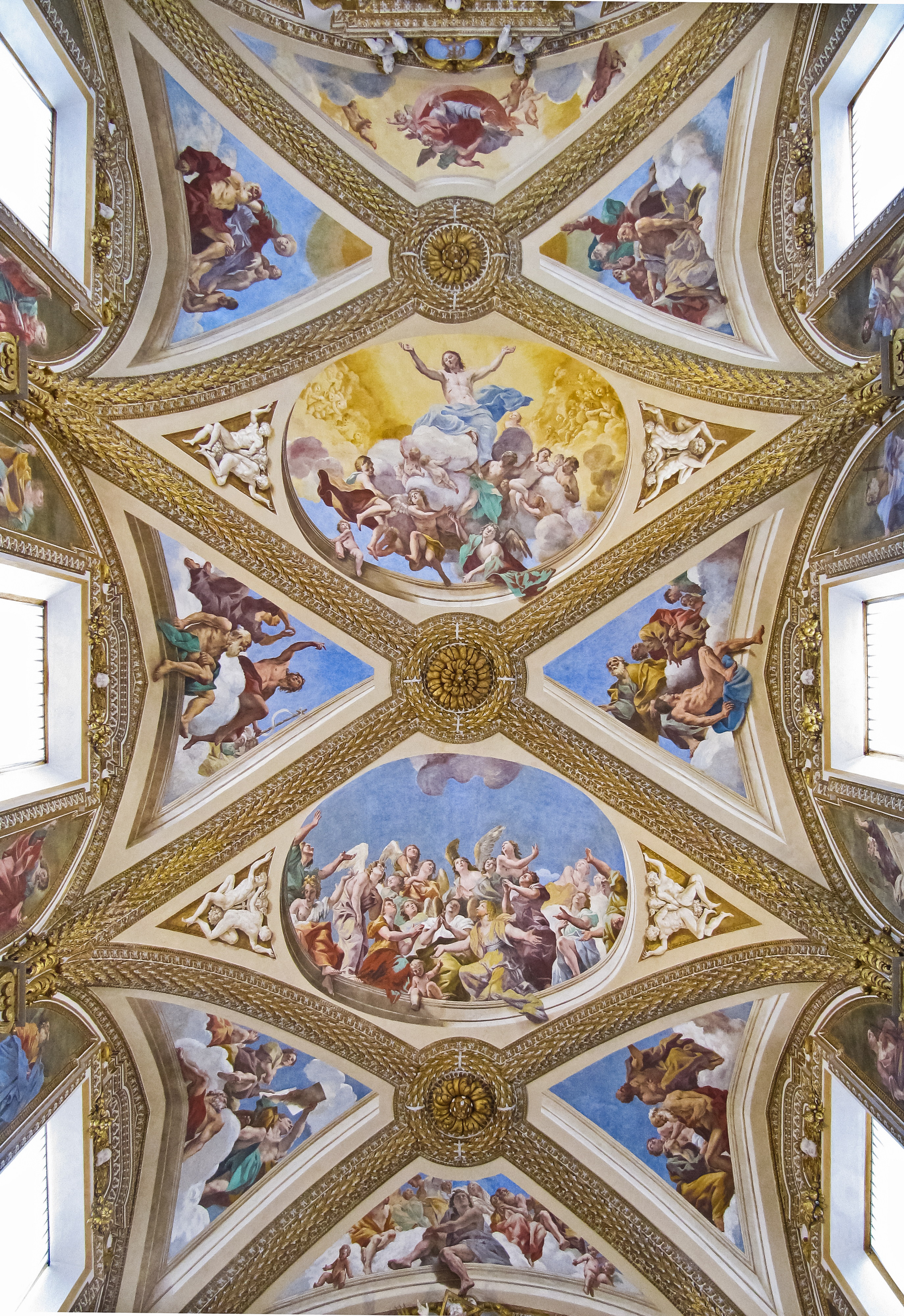
Ascensione di Cristo, 1637-1638 (bóveda de la iglesia de San Martino, Nápoles)
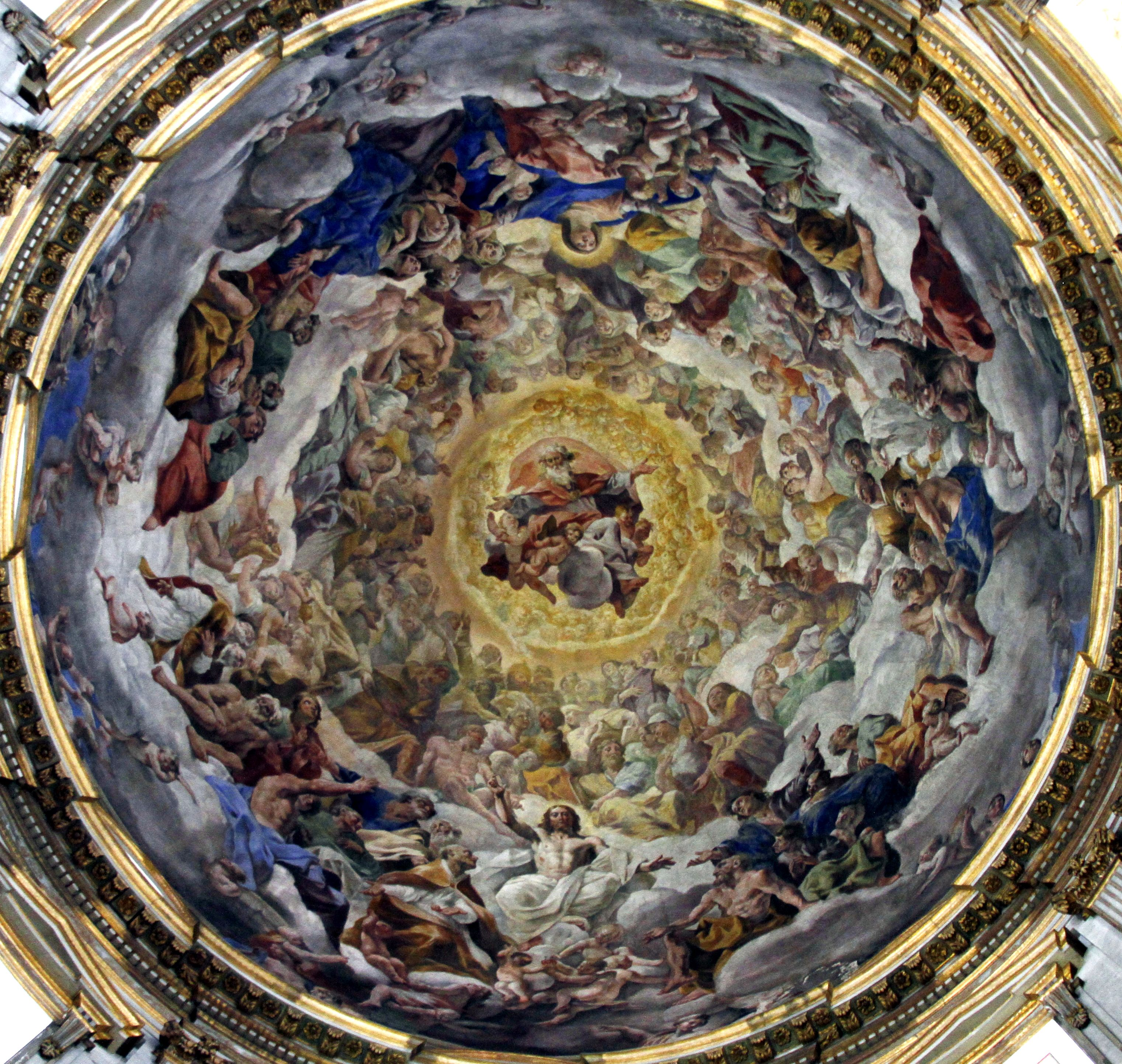
Gloria del Paradiso, 1641-1643 (cúpula de la capilla de San Gennaro, Nápoles)
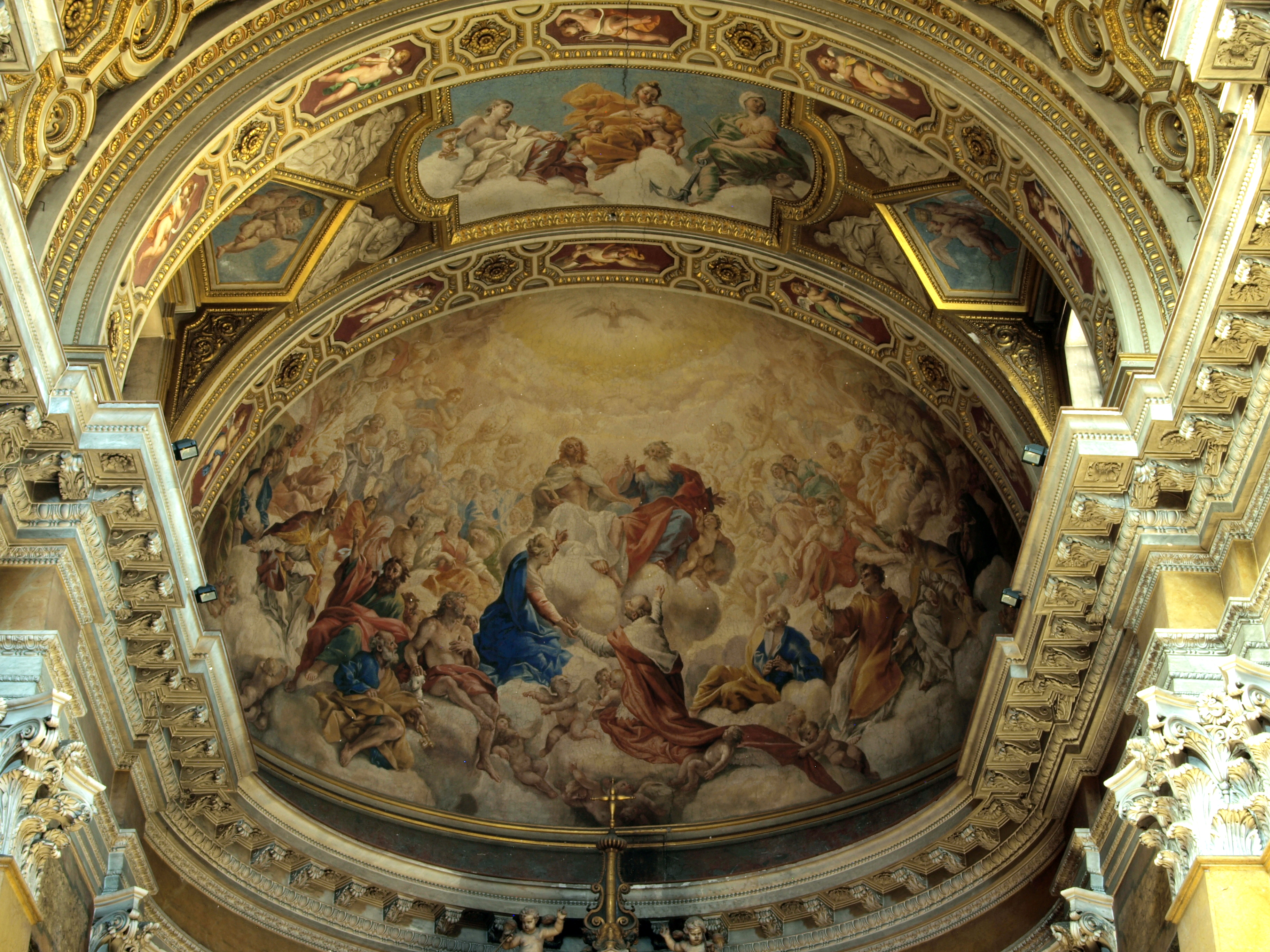
Gloria di san Carlo, 1646 (catino absidial de San Carlo ai Catinari, Roma)